# Vrasene

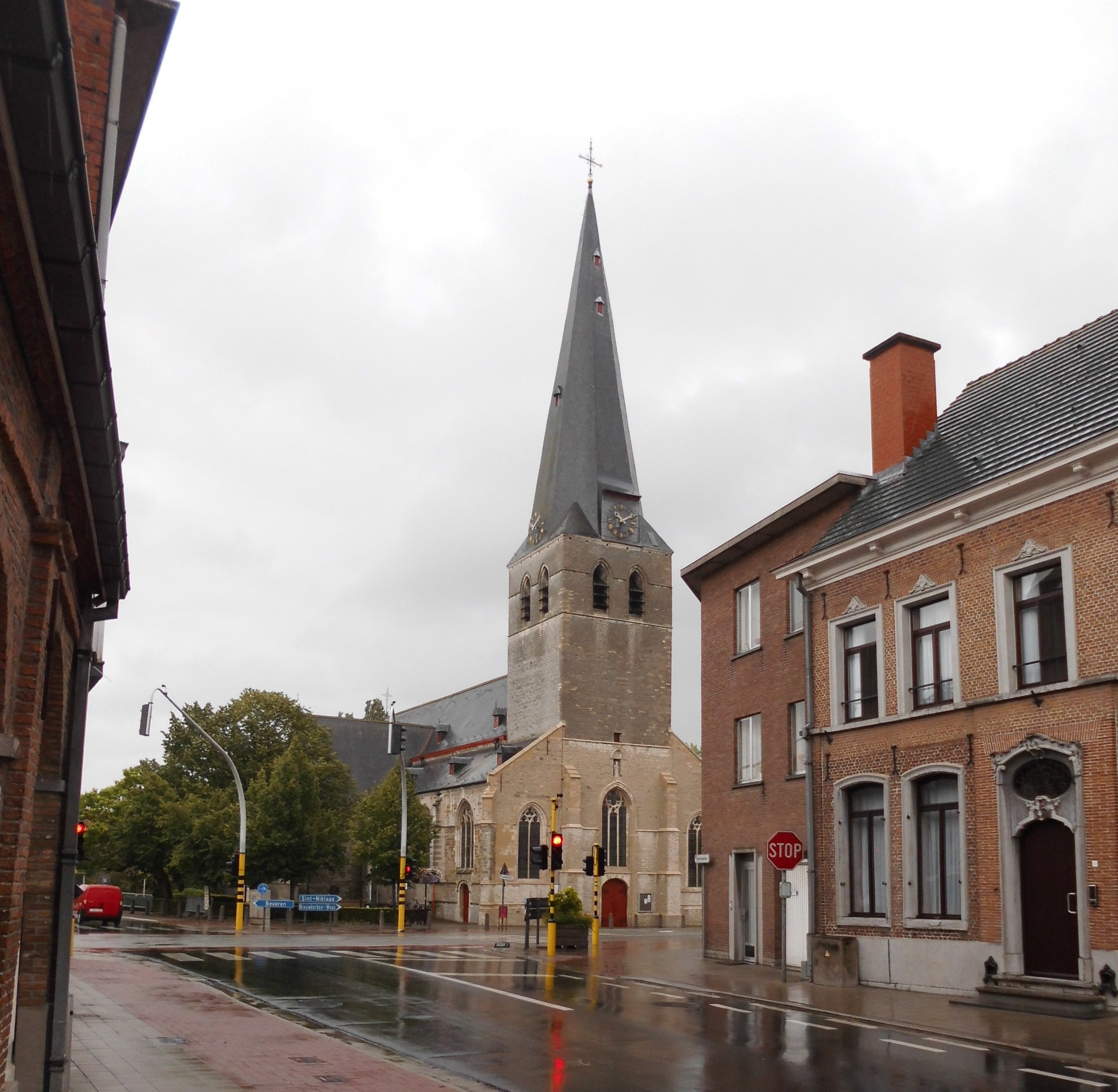
Die Kirche von Vrasene

Vrasene ist ein Ortsteil der Gemeinde Beveren-Kruibeke-Zwijndrecht in der belgischen Provinz Ostflandern.
Vrasene liegt zwischen der Kernstadt Beveren und der nahe gelegenen Stadt Sint-Gillis-Waas. Es gibt eine Straßenbahnlinie etwas außerhalb der Stadt, die die Verbindung mit Melsele, Zwijndrecht und Antwerpen herstellt.
Vrasene hat etwa 4.000 Einwohner. Vrasene ist eigentlich eine kleine Stadt mit einem kleinen Stadtzentrum. Dort wohnen viele Landwirte.